# Hans-Georg Koitz

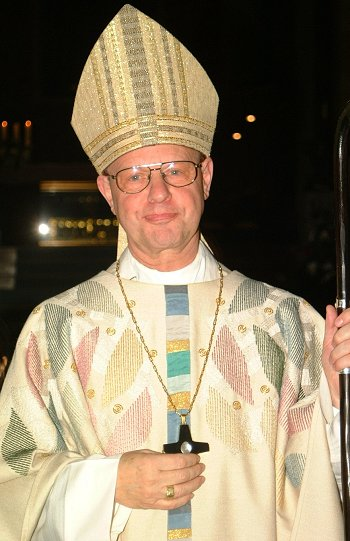
Weihbischof Hans-Georg Koitz (2002)

Hans-Georg Koitz (* 4. April 1935 in Striegau, Schlesien) ist emeritierter Weihbischof im Bistum Hildesheim.

## Leben
Koitz studierte Philosophie und Katholische Theologie in Frankfurt am Main und München. Am 30. Juni 1962 empfing er in Salzgitter-Lebenstedt die Priesterweihe. Nach der Kaplanszeit von 1962 bis 1965 in Hannover, wo er als Präfekt am Niels-Stensen-Kolleg sowie an der St.-Elisabeth-Kirche tätig war, wirkte er zwei Jahre als Missionar in Nigeria. Ins Bistum Hildesheim zurückgekehrt, wurde er Religionslehrer am Gymnasium Josephinum Hildesheim. Bischof Heinrich Maria Janssen berief ihn 1974 zum Regens des Bischöflichen Priesterseminars, das er 18 Jahre lang leitete. Am 24. August 1992 ernannte ihn Papst Johannes Paul II. zum Titularbischof von Cantanus und Weihbischof in Hildesheim. Die Bischofsweihe spendete ihm am 25. Oktober 1992 der Hildesheimer Bischof Josef Homeyer; Mitkonsekratoren waren die beiden Hildesheimer Weihbischöfe Heinrich Pachowiak und Heinrich Machens.
Nachdem Johannes Paul II. das Rücktrittsgesuch des Hildesheimer Diözesanbischofs Josef Homeyer am 20. August 2004 wegen Erreichen der Altersgrenze angenommen hatte, war Koitz als dienstältester Weihbischof dem Kirchenrecht entsprechend vorübergehend Leiter des Bistums Hildesheim und wurde am 23. August 2004 durch das Hildesheimer Domkapitel zum Diözesanadministrator gewählt. Am 11. Februar 2006 übernahm Norbert Trelle das Bischofsamt.
Koitz war über seinen Ruhestand als Weihbischof hinaus Domdechant in Hildesheim und Präses der Hildesheimer Dommusik. Bis zur Emeritierung war er Mitglied der Kommissionen „Geistliche Berufe und Kirchliche Dienste“ und „Erziehung und Schule“ der Deutschen Bischofskonferenz.
Nach der Vollendung seines 75. Lebensjahrs wurde Weihbischof Koitz am 1. Mai 2010 in einem Pontifikalamt in der Basilika St. Godehard in den Ruhestand verabschiedet.
Koitz begleitete in den letzten Jahren im Amt des Domdechanten als Hausherr die Domsanierung. Nach der Wiederöffnung übergab er das Amt an Weihbischof Heinz-Günter Bongartz.